# Operacja B (1945–1947)
Operacja B (cz. Akce B) – czechosłowacka operacja wojskowa skierowana przeciwko członkom Ukraińskiej Powstańczej Armii, którzy wkroczyli na terytorium Czechosłowacji.

## Operacja
Pierwsi członkowie Ukraińskiej Powstańczej Armii wkroczyli do Czechosłowacji 13 sierpnia 1945 roku w pobliżu wsi Spišská Stará Ves i Medzilaborce. Pojawiły się doniesienia o innych grupach atakujących i rabujących wioski w pobliżu granicy z Polską. Czechosłowacja wysłała w ten obszar więcej jednostek, które zepchnęły ukraińskich partyzantów z powrotem do Polski. Jednostkami czechosłowackimi dowodził pułkownik Jan Heřman.
W styczniu 1946 roku ludowe Wojsko Polskie rozpoczęło zintensyfikowane działania przeciwko Ukraińskiej Powstańczej Armii. Czechosłowacja zareagowała, wysyłając więcej jednostek w pobliże granic, spodziewając się większej liczby powstańców próbujących przekroczyć granicę z Czechosłowacją. Ukraińska Powstańcza Armia stała się bardziej aktywna w pobliżu dzisiejszej granicy polsko-słowackiej i więcej jej oddziałów wkroczyło tam na terytorium Czechosłowacji. W kwietniu 1946 roku oddziały dowodzone przez pułkownika Heřmana rozpoczęły ofensywę przeciwko powstańcom, spychając ich z powrotem do Polski. Pod koniec 1946 roku sytuacja na Słowacji uspokoiła się.
Na początku 1947 roku upowcy przeprowadzili kilka rajdów na terytorium Czechosłowacji, a latem 1947 roku przeprowadzili największy atak na Czechosłowację, próbując dotrzeć do Europy Zachodniej przez jej terytorium. Niektóre grupy dotarły nawet na Morawy i południowe Czechy. Do najkrwawszego starcia doszło 5 sierpnia 1947 roku we wsi Partizánska Ľupča, w wyniku którego zginęło 6 funkcjonariuszy czechosłowackich sił bezpieczeństwa. Oddziały czechosłowackie stopniowo eliminowały ukraińskich powstańców, a walki zakończyły się 17 listopada 1947 roku, kiedy to ostatnie siły Ukraińskiej Armii Powstańczej na terytorium Czechosłowacji zostały zniszczone.
W sumie członkowie UPA przejściowo zdobyli 33 wsie w Czechosłowacji.

## Kultura popularna
Czechosłowacki film Akce B z 1951 roku opowiada o Czechosłowakach biorących udział w operacjach wojskowych przeciwko Ukraińskiej Armii Powstańczej.
Odcinek serialu Trzydzieści przypadków majora Zemana z 1975 roku zatytułowany Rubinowe krzyże został zainspirowany działaniami Ukraińskiej Armii Powstańczej w Czechosłowacji.
Film Stíny horkého léta z 1978 roku koncentruje się na czechosłowackiej rodzinie wziętej jako zakładnicy przez Ukraińską Armię Powstańczą.
Film Pasáček z doliny z 1984 roku wspomina o członkach Ukraińskiej Armii Powstańczej, którzy wkroczyli do Czechosłowacji.